# Kende Péter (szociológus)
Kende Péter (Budapest, 1927. december 26. –) magyar szociológus és politikai esszéista. Raymond Aron tanítványa.

## Élete
Kende Zsigmond és Hajdu Margit gyermekeként született. A Pázmány Péter Tudományegyetemen végezte tanulmányait 1946–1948 között, majd 1949–1954 között a Szabad Nép külpolitikai szerkesztőjeként dolgozott. Elbocsátása után 1955-ben a Délmagyarország közölte írásait. 
1956-ban újságíróként részt vett a felkelésben, majd elhagyta Magyarországot. Franciaországban telepedett le, ahol közel 40 évig dolgozott társadalomtudósként, elsősorban a szovjet blokk kutatójaként. 1959–1964 között a brüsszeli Nagy Imre Intézet főmunkatára volt. 1962–1988 között a párizsi Irodalmi Újság cikkírója volt. 
Oktatott többek között a nanterre-i Paris-X. Egyetemen (1970–1974), az Aix – Marseille III. Egyetemen (1975–1978) és a párizsi Társadalomtudományi Főiskolán (1979–1991); közreműködött több francia folyóirat munkájában, így az Esprit, a Contrepoint, a La Nouvelle Alternative és a Commentaire-éban. 1993-ban kutatási igazgatóként ment nyugdíjba a Centre National de la Recherche Scientifique-nál. Ugyanebben az évben a Magyar Tudományos Akadémia külső tagjául választották. Egyik alapítója 1989-ben a budapesti 1956-os Intézetnek, 1994 óta az Intézet kuratóriumának elnöke. A Politikatudományi Szemle szerkesztőbizottságának elnöke.

## Művei
- Logique de l'économie centralisée (1964)
- L'abondance est-elle possible? (1971)
- Az igazság a Nagy Imre-ügyben (társszerkesztő, 1958, magyarul: 1960)
- 1956 Varsovie–Budapest, la deuxième révolution d'Octobre (Krzysztof Pomiannal, 1978)
- A lengyel földindulás; szerk. Kende Péter; Dialogues Européens, Páris, 1980 (Magyar füzetek)
- A létező kecske. Dialógusok a mozgástérről; szerk. Kende Péter; Dialogues Éuropéens, Páris, 1980 (Magyar füzetek)
- A stabilitás vége; szerk. Kende Péter; Dialogues Européens, Páris, 1981 (Magyar füzetek)
- A magyar kérdés. Kelet-Európa jövője; szerk. Kende Péter; Dialogues Européens, Páris, 1982 (Magyar füzetek)
- Kell-e politikai emigráció?; szerk. Kende Péter; Dialogues Européens, Páris, 1984 (Magyar füzetek)
- Babér és tövis; szerk. Kende Péter; Dialogues Européens, Páris, 1985 (Magyar füzetek)
- Égalité et inégalités en Europe de l'Est (Zdenek Strmiskával, 1985)
- Harminc éve. Elkerülhető volt-e 56? Mit ér a nemzet, ha cseh? Lengyel helyzetkép; szerk. Kende Péter; Dialogues Européens, Páris, 1986 (Magyar füzetek)
- Válság és reform. Kivitelezhető szocializmus. Gorbacsov és a többiek. Társadalmi szerződés; szerk. Kende Péter; Dialogues européens, Paris, 1987 (Magyar füzetek)
- Új Magyarország felé?; szerk. Kende Péter; Dialogues européens, Paris, 1988 (Magyar füzetek)
- La grande secousse. Europe de l'Est 1989-1990; szerk. Pierre Kende, Aleksander Smolar; Presses du CNRS, Paris, 1990 (Sociétés en mouvement)
- Sztálinizmus és desztálinizáció Magyarországon. Felszámoltuk-e a szovjet rendszert? Politikai tanulmányok; szerk. Balla Bálint, Kende Péter; EPMSz–Századvég, Bern–Bp., 1990
- A párizsi toronyból. Válogatott politikai írások, 1957-1989; Cserépfalvi, Bp., 1991
- Miért nincs rend Kelet-Közép-Európában?; Századvég, Bp., 1994
- A fogoly Bibó István vallomásai az 1956-os forradalomról; összeáll., bev., jegyz. Kenedi János, előszó Kende Péter, dokumentumvál. S. Varga Katalin; 1956-os Intézet, Bp., 1996 ('56)
- Bibó nyugatról – éltében, holtában. Külhoni magyarok írásai Bibó Istvánról; vál., bev. Kende Péter; Európai Protestáns Magyar Szabadegyetem, Basel–Bp., 1997
- Az én Magyarországom; Osiris, Bp., 1997
- Írások nehéz időkből. Válogatás a MÚOSZ örökös tagjainak cikkeiből; szerk. Boross Imre, Barabás Tamás, Kende Péter; MUOSZ Omni Media, Bp., 1999
- A köztársaság törékeny rendje. Államiság a kommunizmus után; Osiris, Bp., 2000
- Még egyszer a párizsi toronyból. Kortörténeti és politikaelméleti esszék, 1973-2003; Új Mandátum, Bp., 2003
- Le défi hongrois. De Trianon à Bruxelles. Essai; Buchet-Chastel, Paris, 2004
- Eltékozolt forradalom?; ÚMK, Bp., 2006
- Államiság a kommunizmus után; Kalligram, Pozsony  2013 (Kende Péter válogatott művei)
- A kommunizmus és a magyar társadalom; Kalligram, Pozsony  2013 (Kende Péter válogatott művei)
- Nemzetek és népek Kelet-Közép-Európában; Kalligram, Pozsony  2014 (Kende Péter válogatott művei)
- Magyarság, zsidóság, emberiség; Kalligram, Pozsony  2015 (Kende Péter válogatott művei)
- Der Ungarnaufstand. Das Jahr 1956 in der Geschichte des 20. Jahrhunderts. Wissenschaftliches Kolloquium anlässlich des 50. Jahrestages der Revolution 1956 in Ungarn, Heidelberg, 12. Oktober 2006; szerk. Kende Péter, Eike Wolgast, összeáll. Makai Tóth Mária; Akadémiai, Bp., 2007
- 1956 és ami utána következett; Kalligram, Bp., 2016

## Díjai
- Márton Áron-emlékérem (1989)
- Nagy Imre-emlékérem (1991)
- Aranytoll (2000)
- Budapest díszpolgára (2007)
- A Magyar Köztársasági Érdemrend középkeresztje a csillaggal (2008)